# Nyassacris uvarovi
Nyassacris uvarovi är en insektsart som beskrevs av Willy Adolf Theodor Ramme 1929. Nyassacris uvarovi ingår i släktet Nyassacris och familjen Lentulidae. Inga underarter finns listade i Catalogue of Life.